# Гезали, Салима
Салима Гезали (фр. Salima Ghezali; род. 1958, Буира, Французский Алжир) — алжирская правозащитница, журналистка, писательница и политик. Лауреат премии имени Сахарова и премии Улофа Пальме (1997).

## Биография
Салима Гезали родилась в 1958 году на территории Французского Алжира. В 1980-х она примкнула к алжирскому феминистскому движению. По её словам, люди её поколения были вдохновлены примером женщин-солдат на войне за независимость Алжира и верили, что женщины должны иметь равные права. Она получила педагогическое образование и работала в профсоюзе. Гезали — активистка борьбы за права женщин, права человека и демократию, основательница ассоциаций «Женщины из Европы и Магриба» (фр. Femmes d'Europe et du Maghreb), президент Ассоциации содействия развитию женщин, основатель и редактор женского журнала NYSSA. В 1993 году она стала редактором алжирского еженедельника La Nation.
С началом гражданской войны в Алжире в 1991 году Салима Гезали заняла пацифистскую позицию. La Nation отстаивал защиту прав человека и свободу слова, критикуя действия как правительства, так и исламистов. В 1996 году еженедельник был запрещён. В 2011 году он начал выпускаться вновь в Интернете. Гезали была удостоена ряда наград за свою деятельность.
В мае 2017 года Гезали была избрана депутатом от Фронта социалистических сил. 23 сентября 2018 года её лишили мандата после публикации открытого обращения к Ахмеду Гаиду Салаху.

## Награды
- Prix du Club de la Presse (1995)
- Премия имени Сахарова (1997)
- Премия Улофа Пальме (1997)
- Theodor Haecker Price (1999)